# Campeonato Sul-Americano de Futebol de 1959 (Equador)
O Campeonato Sul-Americano de Futebol de 1959, foi a 27ª edição da competição entre seleções da América do Sul. Foi a segunda edição no ano de 1959. Foi realizada em Guaiaquil no Equador entre os dias 5 e 25 de dezembro de 1959.
Participaram da disputa cinco seleções: Argentina, Brasil, Equador, Paraguai e Uruguai. As seleções jogaram entre si em turno único. O Uruguai foi o campeão.
A competição se realizou pela segunda vez no ano devido a um pedido da cidade equatoriana de Guaiaquil, que inaugurou um novo estádio e solicitou a organização do torneio para a Confederação Sul-Americana de Futebol . A entidade concordou e, pela primeira e única vez em toda a história, houve duas edições da Copa América no mesmo ano. O torneio ganhou o status de “Campeonato Sul-Americano Extraordinário”.
O Brasil foi representado pela Seleção de Pernambuco. Apelidada de "cacareco" pela imprensa paulista, que considerava a seleção de baixo nível e seria incapaz de vencer a competição. Isso se confirmou quando o Brasil foi goleado pelo Uruguai e pela Argentina.
O Brasil foi treinado por Gentil Cardoso.
A conquista do título foi tratada como "o ressurgimento da celeste" pela imprensa uruguaia.

## Organização

### Sede
| Guaiaquil          |
| ------------------ |
| Estádio Modelo     |
| Capacidade: 42 000 |
|                    |

### Árbitros
- José Luis Praddaude.
- José Gomes Sobrinho.
- Carlos Ceballos.
- Esteban Marino.

## Resultados1
- 5 de dezembro:  Brasil 3-2  Paraguai
- 6 de dezembro:  Uruguai 4-0  Equador
- 9 de dezembro:  Argentina 4-2  Paraguai
- 12 de dezembro:  Uruguai 3-0  Brasil
- 12 de dezembro:  Equador 1-1  Argentina
- 16 de dezembro:  Uruguai 5-0  Argentina
- 19 de dezembro:  Brasil 3-1  Equador
- 22 de dezembro:  Argentina 4-1  Brasil
- 22 de dezembro:  Uruguai 1-1  Paraguai
- 25 de dezembro:  Equador 3-1  Paraguai

↑1  Todos os jogos realizados no Estádio Modelo.

## O jogo do título[4]
| 22 de dezembro | Uruguai    | 1 – 1     | Paraguai   | Estádio Modelo, Guayaquil                    |
|                | Sassia 88' | Relatório | Parodi 32' | Público: 45 000 Árbitro: Jose Luis Praddaude |

Uruguai: Sosa; Troche e Silveira; Méndez (Davoine), González e Mesías; Pérez, Bergara (Benítez), Douksas, Sasía e Escalada. Técnico: Juan Carlos Corazzo
Paraguai: Aguilar (Riquelme); Gómez e Monín; Echagüe, Villalba (Torres) e Lezcano; Jara, Insfrán, Núñez, Cabral (Zárate) e Parodi. Técnico: Benjamín Laterza

### Classificação Final
| Pos | Seleção   | Pts | J | V | E | D | GP | GC | SG |
| --- | --------- | --- | - | - | - | - | -- | -- | -- |
| 1°  | Uruguai   | 7   | 4 | 3 | 1 | 0 | 13 | 1  | 12 |
| 2°  | Argentina | 5   | 4 | 2 | 1 | 1 | 9  | 9  | 0  |
| 3°  | Brasil    | 4   | 4 | 2 | 0 | 2 | 7  | 10 | -3 |
| 4°  | Equador   | 3   | 4 | 1 | 1 | 2 | 5  | 9  | -4 |
| 5°  | Paraguai  | 1   | 4 | 0 | 1 | 3 | 6  | 11 | -5 |

| Campeonato Sul-Americano de Futebol de 1959 |
| ------------------------------------------- |
| Uruguai Campeão (10º título)                |

### Goleadores
| Jogador          | Seleção | Gols |
| ---------------- | ------- | ---- |
| José Sanfilippo  | ARG     | 6    |
| Paulo Carvoeiro  | BRA     | 4    |
| Mario Bergara    | URU     | 4    |
| Silvio Parodi    | PAR     | 3    |
| Alcides Silveira | URU     | 3    |
| José Sasía       | URU     | 3    |

### Melhor jogador do torneio
- Alcides Silveira.

## Campanha do Brasil
O Brasil, representado pela seleção de Pernambuco, e treinado por Gentil Cardoso, estreou ganhando do Paraguai. 3 a 2. Clóvis cruzou, Elias desviou e Paulo marcou. 1 a 0. Elias cruzou e Paulo finalizou, o goleiro espalmou e o próprio Paulo pegou o rebote. 2 a 0. Benitez cruza e Paródi desconta. Zé de Melo foi a linha de fundo e tocou para trás, Paulo chegou e finalizou. 3 a 1. Clóvis tocou a mão na bola e Paródi converteu o penalti. Uruguai 3 a 0 no Brasil. Gols de Escalada, Sasia e Bergara. Brasil 3 a 1 Equador. Raffo. 0 a 1 Equador. Traçaia chuta e Paulo empata. Elias entrega a Geraldo. 2 a 1. Goiano chuta e Zé de Melo finaliza. 3 a 1. Na última partida, Argentina 4 a 1 no Brasil. Garcia 1 a 0. San Filipo. 2 a 0. Geroldo cobrou uma falta e Geraldo finalizou. 2 a 1. San Filipo fez mais dois, completando um hattrick.